# Benifaió
Benifaió település Spanyolországban, Valencia tartományban. Benifaió Alfarp, Alginet, Almussafes, Sollana és Picassent községekkel határos. Lakosainak száma 12 130 fő (2024).

## Népesség
A település lakosságának változását az alábbi diagram mutatja:
| Lakosok száma | 12 071 | 12 254 | 12 204 | 12 204 | 11 965 | 11 819 | 11 956 | 11 962 | 11 877 | 12 130 |
|               | 2001   | 2004   | 2007   | 2009   | 2012   | 2014   | 2017   | 2019   | 2022   | 2024   |